# Kuroba Kaito
Kuroba Kaito (黒羽 快斗 (Hắc Vũ Khoái Đẩu)) thường gọi là Siêu đạo chích Kid, tên Nhật Bản là Kaito Kid (怪盗キッド (Quái đạo Kid) Kaitō Kiddo) là một nhân vật hư cấu trong bộ truyện Magic Kaito của Aoyama Gosho. Tác giả sau đó cũng đưa nhân vật này vào trong bộ truyện Thám tử lừng danh Conan.

## Tài năng
Tài năng chính của Kaito là việc biểu diễn ảo thuật. Anh cũng rất giỏi đột nhập và leo dây bỏ trốn, giả giọng của bất cứ ai mà không cần thiết bị hỗ trợ. Anh cực kỳ thông minh. Hiếm có ai có khả năng thoát khỏi cảnh sát một cách nhẹ nhàng và điêu luyện, một con người thông thuộc mọi loại bẫy, có khả năng mở mọi chiếc khóa trong vài giây. Trong vụ án Purple Nail, khi đang trên đường trốn thoát, anh lại bị Conan chặn đầu, nhưng chỉ sau tích tắc, anh lại trở về thế chủ động và lật ngược thế cờ, đó không chỉ là sự thông minh bình thường mà còn là sự linh hoạt vô cùng. Trong đó nổi bật nhất là tài hóa trang. Anh có thể biến khuôn mặt mình cũng như của những người khác thành bất kỳ khuôn mặt nào anh muốn. Không chỉ là khuôn mặt, từ dáng điệu, cử chỉ, giọng nói, tất cả đều được anh biến hóa vô cùng nhịp nhàng và khéo léo. Không chỉ vậy, anh còn có thể hóa trang trong tích tắc, tất nhiên cái này tác giả chỉ cường điệu hóa lên, nhưng chúng ta không thể phủ nhận tài hóa trang của anh. Bằng cách đó anh đã làm cho nhiều người tin rằng anh là người thân hay đồng nghiệp của họ . Tuy nhiên, không giống như Mori Kogoro, anh rất tệ trong việc nói đùa và tất nhiên là không biết hút thuốc. Vì vậy, khi đóng giả Mori Kogoro, anh đã bị Conan phát hiện.
Kaito có hai cuộc sống không hề có liên hệ gì với nhau, chúng chỉ có một sợi dây liên kết duy nhất đó là anh. Ban ngày, anh đến trường như bao học sinh cùng trang lứa, buổi tối anh là Siêu trộm Kid. Không tự dưng mà anh lại trở thành siêu trộm, anh mang trong mình nỗi lòng muốn tiếp bước cha mình để cản đường kẻ xấu. Để không ai phát hiện mình là một tên trộm, hay chính xác hơn là người nổi tiếng là điều vô cùng khó. Thực tế là trừ những người thân của anh, không một ai biết anh chính là cậu học trò Kuroba Kaito, ngay cả Edogawa Conan và Hakuba cũng không biết vì anh ta có thiết bị tân tiến để phân tích DNA còn Akako biết vì cô ấy có quả cầu tiên tri. Như vậy, Kid đã tạo được một vỏ bọc hai mặt hoàn hảo.
Các thiếu nữ rất hâm mộ anh chàng bởi bộ đồ trắng của một nhà ảo thuật, dáng vẻ kì ảo khi đứng trên đỉnh của những tòa nhà dưới ánh trăng, nụ cười nửa miệng, trí thông minh và sự tự tin.